# Wateree
Los Wateree eran una tribu amerindia que vivían en lo que hoy en día son los estados estadounidenses de Carolina del Norte y Carolina del Sur. Probablemente pertenecían al grupo de nativos de las lenguas siux. Los primeros europeos que tuvieron contacto con ellos, fueron los españoles en 1567, en el oeste de Carolina del Norte. Un siglo y medio más tarde, alrededor del 1700, los colonos ingleses los expulsaron de esa zona, y tuvieron que emigrar hacia el sureste, asentándose a orillas del río Wateree, cerca de la actual ciudad de Camden (Carolina del Sur). Inicialmente eran una gran tribu, pero fueron reducidos por la guerra yamasee de 1715, y para el final de esa centuria, el siglo XVIII, habían desaparecido.